# Andrea Pietrobon
Andrea Pietrobon, né le 11 mars 1999 à Pieve di Cadore (Vénétie), est un coureur cycliste italien. Il évolue au sein de l'équipe Eolo-Kometa. 

## Biographie
En 2023, Andrea Pietrobon intègre officiellement l'effectif de l'équipe Eolo-Kometa, après y avoir été stagiaire,. Pour ses débuts professionnels, il se fait surtout remarquer par des échappées sur Milan-Turin, au Tour de Belgique, au Tour du Limousin et à la CRO Race. Il termine également troisième du classement de la montagne au Tour de Slovaquie, ou encore vingtième du Tour de Turquie. 

## Palmarès et résultats

### Palmarès par année
- 2017
  - 2e du Gran Premio Sportivi di Sovilla
- 2018
  - Gran Premio Sportivi Sestesi
  - 3e du Trofeo Alcide Degasperi
- 2019
  - 2e de l'Astico-Brenta
- 2020
  -  Champion d'Italie du contre-la-montre par équipes espoirs
  - Coppa San Vito
- 2021
  - 2e de Vicence-Bionde
- 2022
  - 2e du Circuito Guadiana

### Résultats sur les grands tours

#### Tour d'Italie
2 participations
- 2024 : 109e, vainqueur du classement Fuga Bianchi et du classement des sprints intermédiaires
- 2025 : 141e

### Classements mondiaux
| Année                                 | 2018  | 2019 | 2020 | 2021  | 2022 | 2023  | 2024 |
| ------------------------------------- | ----- | ---- | ---- | ----- | ---- | ----- | ---- |
| Classement mondial                    | 1687e | nc   | nc   | 2706e | nc   | 3058e | 636e |
| UCI Europe Tour                       | 1102e | nc   | nc   | 1768e | nc   | nc    | nc   |
|                                       |       |      |      |       |      |       |      |
| Légende : nc = non classéSource : UCI |       |      |      |       |      |       |      |